# Capitulation
Ne doit pas être confondu avec Capitulations de l'Empire ottoman.
 (février 2010).
Si vous disposez d'ouvrages ou d'articles de référence ou si vous connaissez des sites web de qualité traitant du thème abordé ici, merci de compléter l'article en donnant les références utiles à sa vérifiabilité et en les liant à la section « Notes et références ».
Le terme capitulation prend différents sens selon qu'il s'inscrit dans un contexte juridique ou qu'il renvoie au domaine militaire. Il désigne, anciennement, une ou plusieurs conventions par laquelle une puissance accordait, sur les territoires relevant de sa juridiction, certains droits et privilèges aux ressortissants d'une autre puissance. Dans un contexte militaire, une capitulation est une convention établie entre nations belligérantes en vue de la reddition de la partie vaincue. 

## Sens juridiquement politique

### Dans l'Empire ottoman
A l'origine, les capitulations qui réglaient le statut des étrangers dans l'Empire ottoman  sont des concessions faites par l'Empire ottoman, alors en position de domination, à des puissances alliées, dans le but de favoriser les relations commerciales. Elles accordent à des ressortissants étrangers à titre exceptionnel des exemptions fiscales, des privilèges commerciaux, une immunité diplomatique. Ces privilèges et mesures de protection destinés aux Européens ont été étendus abusivement par les consulats européens à une clientèle locale composée de chrétiens orientaux et de juifs orientaux, qui étaient les principaux partenaires commerciaux de l'Europe dans la région. Cette clientèle locale recevait des consulats des "brevets de protection" appelés barat.            
Des capitulations furent conclues entre les autorités ottomanes et la république de Venise ; c'était la continuation des accords régissant l'ambassade de la république de Venise dans la Constantinople de l'Empire byzantin. Le bayle de Venise jouait alors un rôle à la fois consulaire et d'ambassadeur. Les autorités ottomanes se sont contentées de maintenir la situation de fait lors de la conquête de Constantinople en 1453.
Des capitulations furent établies ensuite vers 1535-1536 entre le sultan Soliman le Magnifique et le roi de France François Ier. Elles donnaient aux Français le droit de voyager et de commercer et la liberté de religion. Le consul de France pouvait seul juger les affaires opposant des Français sur le sol ottoman, et les successions de sujets français étaient de son ressort. Le consul pouvait cependant s'appuyer sur les autorités de police locale pour faire appliquer ses décisions.
En 1580, l'Angleterre signa un traité semblable, puis la Hollande en 1609 et l'Autriche en 1675.
Ces conventions octroyaient aux ressortissants des pays européens concernés des droits particuliers (d'être jugés par des tribunaux spéciaux notamment) dans l'Empire ottoman ainsi qu'un droit de regard sur les affaires des chrétiens ottomans, dont certains, ainsi que des juifs ottomans, acquirent parfois une de ces nationalités européennes afin d'échapper aux tribunaux locaux et de bénéficier de la protection d'une Puissance étrangère (voir Levantins).
Les capitulations ottomanes ont été étendues au XIXe siècle à d'autres pays asiatiques et africains (Égypte, Perse, Siam, Japon et Chine).
Les nationalistes turcs ont dénoncé les capitulations comme une atteinte à la souveraineté de la Turquie. En 1908, la révolution jeune-turque en proclame l'abolition et le sultan dénonce unilatéralement ce régime le 9 septembre 1914.
Le régime des échelles est lié aux capitulations.
Les capitulations furent abolies en Turquie par le traité de Lausanne de 1923 et en Égypte par la convention de Montreux de 1937.

### Capitulation suisse
Il s'agit de la convention réglant les privilèges et les devoirs des troupes suisses au service des rois de France. Dès le XVe siècle le recrutement de troupes suisses, bandes suisses puis régiments suisses fut subordonné à la passation d'un traité entre les rois de France et les cantons suisses. On appelait ce traité une capitulation, et les troupes recrutées par cette voie étaient qualifiées de troupes capitulées ou avouées. Le premier traité d'alliance entre la France et la Suisse date de 1453, et fut signé à Montils-lès-Tours

## Dans le domaine militaire

### Différence avec un armistice
Alors que l'armistice est une demande politique d'interruption, provisoire puis généralement définitive, des hostilités, la capitulation est un acte militaire de reddition. Par celui-ci, le chef des troupes ou armées vaincues reconnait sa défaite et sa responsabilité militaire et livre à son ennemi l'entité qu'il défendait : ville, région ou pays.
Parmi les exemples célèbres de capitulation figurent: celle des Sudistes lors de la guerre de Sécession américaine en 1865; celles, à l'issue de la Seconde Guerre mondiale, de l'Allemagne, les 7 et 8 mai 1945, et du Japon, le 2 septembre 1945; celle du 14 juin 1982 mettant fin à la guerre des Malouines.
Dans certains cas, c'est l'assaillant qui doit capituler sur le territoire qu'il a envahi, comme le 31 janvier 1943, à Stalingrad, lorsque le maréchal allemand Friedrich Paulus signe la capitulation de son armée dans le secteur sud de la ville.

## Autres exemples

### Capitulations de Santa Fe
Les capitulations de Santa Fe sont le contrat passé entre les rois catholiques et Christophe Colomb en 1492, à l'occasion de son premier voyage sur l'Atlantique à la recherche d'une nouvelle route maritime vers les Indes et au cours duquel il découvrit le continent américain.

### Capitulation d'Empire
La capitulation d'Empire était un acte par lequel l'empereur d'Allemagne, à son avènement, s'engageait à respecter les droits et privilèges du corps germanique. Cet usage fut introduit en 1519, lors de l'élection de Charles Quint. La dernière capitulation fut jurée par François II en 1792.

### Capitulation du conclave papal
Entre 1352 et 1676, le Collège des cardinaux rédigeait une capitulation du conclave ou capitulation électorale pendant un conclave pour tenter de limiter la souveraineté du pape élu.